# سونيك هيروز
سونيك هيروز (بالإنجليزية:Sonic Heroes - باليابانية:ソニックヒーローズ) هي لعبة فيديو تطوير لعبة من قبل سونيك تيم و نشرتها سيجا ويمكن للاعب في هذة اللعبة اللعب باربع فرق كل فريق يتكون من ثلاث شخصيات وامكانياتهم .

## شخصيات لعبة سونيك هيروز

### فريق سونيك
- سونيك
- تيلز
- ناكلز

الأسلوب: فريق سونيك يتمتع بسرعة عالية وتحكم مرن، مما يجعله مناسبًا للمبتدئين. يتميز بأسلوب لعب سريع يتطلب مهارات في التنقل عبر المراحل بسهولة.

### فريق دارك
- القنفذ شادو
- الخفاشة روج
- أوميغا

الأسلوب: فريق شادو يمتاز بالقوة والقدرة على التعامل مع الأعداء بشكل أكثر فعالية. يتطلب هذا الفريق دقة في الهجوم والدفاع، وهو مناسب للاعبين الأكثر خبرة.

### فريق روز
- آيمي روز
- الأرنبة كريم
- بيغ

الأسلوب: فريق آمي يتميز بأسلوب بسيط ومباشر مع تركيز أكبر على التنقل السهل والتحكم البسيط. يناسب هذا الفريق المبتدئين بشكل مثالي.

### فريق الكيوتيكس
- الحرباء إسبيو
- فيكتور
- شارمي النحلة

الأسلوب: فريق الكيوتيكس يركز على المهام التي تتطلب التنسيق بين الشخصيات المختلفة. أسلوبه موجه أكثر نحو الاستراتيجيات وحل الألغاز، مما يجعله مناسبًا للاعبين الذين يحبون التحديات.

## روابط خارجية
- سونيك هيروز على موقع IMDb (الإنجليزية)